# Livonia
La Livonia (in livone Līvõmō; in estone Liivimaa; in tedesco e lingue scandinave Livland; in lettone e lituano Livonija; in polacco Inflanty; in inglese arcaico Livland; o Liwlandia; in russo Лифляндия, Lifljandija) è una regione storico-geografica baltica che si estende nei pressi e sulle coste del Golfo di Riga (costa livoniana), compresa tra l'Estonia a nord e la Lettonia meridionale a sud. Dal 1918 la Livonia non è più un'unità territoriale a sé stante bensì parte integrante, come la Curlandia, della Lettonia.

## Storia
Le crociate organizzate nel XII secolo dall'Ordine teutonico contro gli ultimi pagani d'Europa, provocarono l'effettivo ingresso nella storia dei popoli baltici, fino ad allora rimasti complessivamente isolati nei loro territori.
Il nome Livonia compare per la prima volta nel 1186, quando fu costituita la prima diocesi della regione, nella città di Ikšķile, lungo il fiume Dvina. Nel 1201 la sede vescovile viene trasferita nella vicina Riga, città di nuova fondazione, situata alla foce dello stesso fiume Dvina.

Confederazione Livone, 1260 d.C.

Nel 1202 Albrecht von Buxthoeven (Alberto di Buxthoeven), nominato vescovo di Livonia da papa Innocenzo III, fondò l'Ordine cavalleresco dei Portaspada (Fratres Militiae Christi) ai fini di cristianizzare la regione, terra di frontiera del cristianesimo. Ma i livòni non volevano rinunciare ai propri riti pagani. La situazione degenerò quando i missionari cristiani non armati inviati nella regione furono massacrati. Papa Innocenzo III decise allora di proclamare una crociata (quella che interessò tale area geografica è detta crociata livoniana) ed incaricò l'Ordine dei Portaspada di conquistare e controllare la regione.

### Terra Mariana
Nel 1206 Wenno von Rohrbach, primo Gran Maestro dell'Ordine, vinse la battaglia di Riga e convertì la Livonia al Cristianesimo. 
Wenno assunse pertanto il titolo di principe di Livonia (Fürst von Livland). Il successivo ingresso nel Sacro Romano Impero (data ufficiale 1º dicembre 1225) sancì l'entrata del paese baltico sotto l'orbita tedesca. Wenno diede in feudo una parte del suo territorio all'Ordine dei Portaspada.
Nel 1236, i Cavalieri Portaspada persero vicino Bauska la Battaglia di Šiauliai contro i Lituani e dovettero cedere loro la Livonia. La sconfitta determinò la fine dei Portaspada e, sembrava una logica conseguenza, anche l’esistenza degli stessi come Ordine indipendente. Il 12 maggio 1237, il feudo posseduto dall'Ordine così come i cavalieri rimanenti vennero inglobati nell'Ordine teutonico e venne creato l'Ordine di Livonia (Livländischer Orden), come branca però separatasi dall'Ordine teutonico (di fatto) nel XV secolo. Inizialmente sottoposto al vescovado di Riga, l'Ordine di Livonia vi si scontrò varie volte dal 1297 fino alla fine del XV secolo per il possesso dell'odierna capitale lettone, costituendo ora la prima, ora la seconda massima autorità del paese. Nel 1253, il vescovado di Riga inglobò le diocesi di Estonia e Prussia e assunse il nuovo titolo di Arcivescovado di Riga (data ufficiale: 20 gennaio 1255). Nel 1282 la città di Riga entrò a far parte della Lega anseatica.

### Confederazione della Livonia
Nel 1420 venne costituita la Confederazione della Livonia (Livländischer Bund), che includeva l'arcivescovo di Riga, i vescovi delle altre diocesi del territorio, il capo dell'Ordine di Livonia e i grandi feudatari. Nei secoli dal XIII al XVI il nome "Livonia" (o Terra Mariana) corrispose alle terre della Confederazione (le moderne Lettonia ed Estonia). Dal 1530 il titolo di Principe di Livonia venne condiviso fra tre autorità: l'arcivescovo di Riga (massima autorità del paese), il capo dell'Ordine di Livonia (seconda autorità) e il re di Polonia.
L'ondata protestante che si propagò dalla Germania all'inizio del ‘500 raggiunse dopo qualche decennio anche i paesi baltici. Gottardo Kettler, il capo dell'Ordine di Livonia, si convertì al nuovo credo. Si avviò un processo di riorganizzazione completa del potere in Livonia. Il 28 novembre 1561 entrò in vigore un nuovo Trattato tra Arcivescovo di Riga, Ordine di Livonia, e Gran Principe di Lituania che creò due distinti paesi protestanti: la parte sud diventava Ducato di Curlandia e la parte nord diventava Ducato di Livonia, quest'ultimo in unione (in realtà sottomesso) con la Lituania.
Nei secoli successivi la Livonia compare nei trattati di pace tra le potenze confinanti come premio di guerra.

### Regno di Livonia

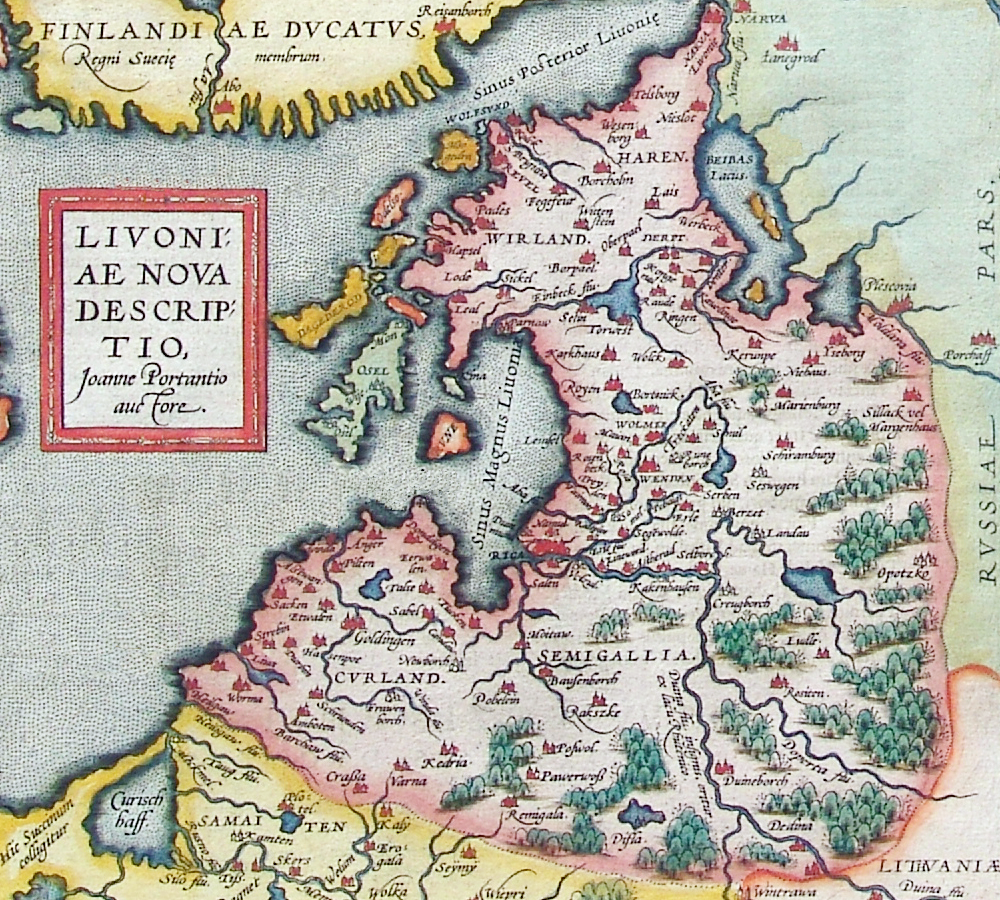
La Livonia in una mappa del XV secolo.

Nel 1561, durante la prima guerra del Nord, la Livonia divenne parte dell'Unione polacco-lituana in virtù di quanto statuto dal Trattato di Vilnius (1561). Nel corso del conflitto, il Regno russo riuscì ad insediarsi nella regione e Ivan IV decise di costituirvi un regno cliente (in russo Ливонское королевство) guidato da Magnus di Holstein. Sebbene i russi trattennero la Livonia e vi costituirono dal 1570 al 1578 il regno, non operò mai effettivamente un'amministrazione stabile. Al termine della guerra, la Russia sconfitta dovette riconoscere il controllo della Confederazione polacco-lituana sulla Livonia (1582). L'organizzazione della Livonia nella confederazione era costituita da:
- Voivodato di Wenden;[21]
- Voivodato di Dorpat;[21]
- Voivodato di Parnawa.[22][23]

## Livonia svedese
Nel 1621, l'Impero svedese occupò la Livonia e la annesse, de jure, il 3 maggio 1660. A tale evento seguì la costituzione di:
- Livonia Svedese

## Livonia russa
Il 15 luglio 1710, l'Impero russo sottrasse il controllo della Livonia dagli svedesi tramite una resa sottoscritta dalla nobiltà locale. Il passaggio fu sancito formalmente il 10 settembre 1721, con la pace di Nystad.
Durante il XIX secolo, la Livonia e la Curlandia beneficiarono di uno status di autonomia locale. Tuttavia, dal 1889 ritornarono sotto la gestione del potere centrale di Mosca. La Prima guerra mondiale segnò il ritorno all'indipendenza di tutti i paesi baltici. Il trattato di Brest-Litovsk (3 marzo 1918) sancì, tra l'altro, che Curlandia e Livonia "non sono più soggette alla sovranità russa". I territori baltici, le cui élite religiose e militari avevano sempre parlato tedesco, ritornarono nell'area di influenza germanica. La Germania mosse le proprie truppe fino ai paesi baltici per proteggerne i confini con la Russia, costituendo l'Ober Ost ripartendolo in tre distretti.
Il 12 aprile 1918, la Livonia entrò a far parte del nuovo Stato baltico federale (Baltischer Staat), che si proclamò indipendente. Il 18 novembre 1918 fu proclamata l'indipendenza della Repubblica lettone. Inaspettatamente, nel giro di una sola settimana si verificò la dissoluzione dello Stato baltico. Da questo momento la Livonia cessò di avere un'esistenza propria e subentrerà in tutti quegli eventi storici che turberanno il Paese e la confinante Lituania con la guerra polacco-sovietica e la guerra d'indipendenza lettone.

## Galleria d'immagini

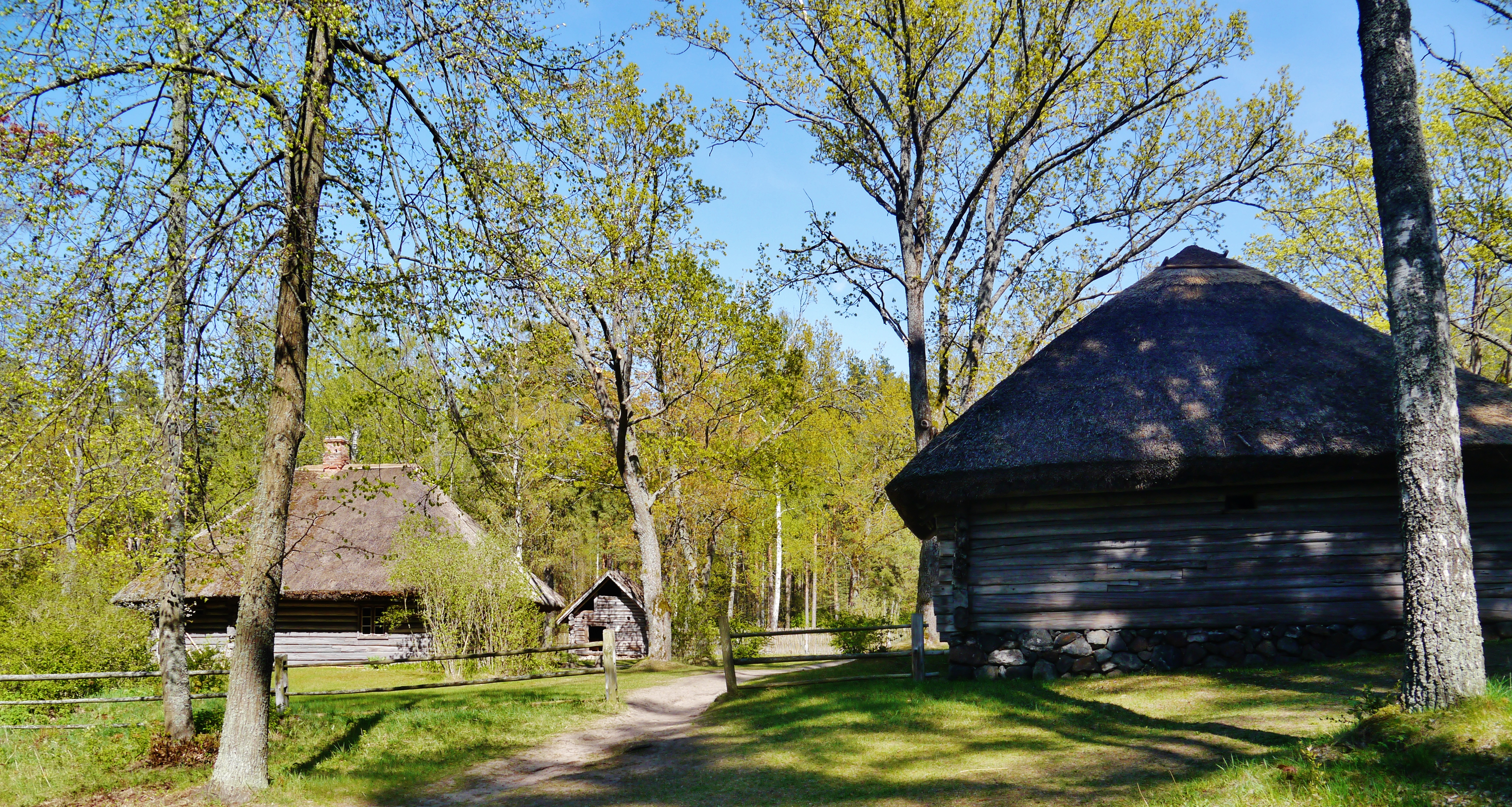
Museo etnografico presso Berģi, nelle vicinanze di Riga
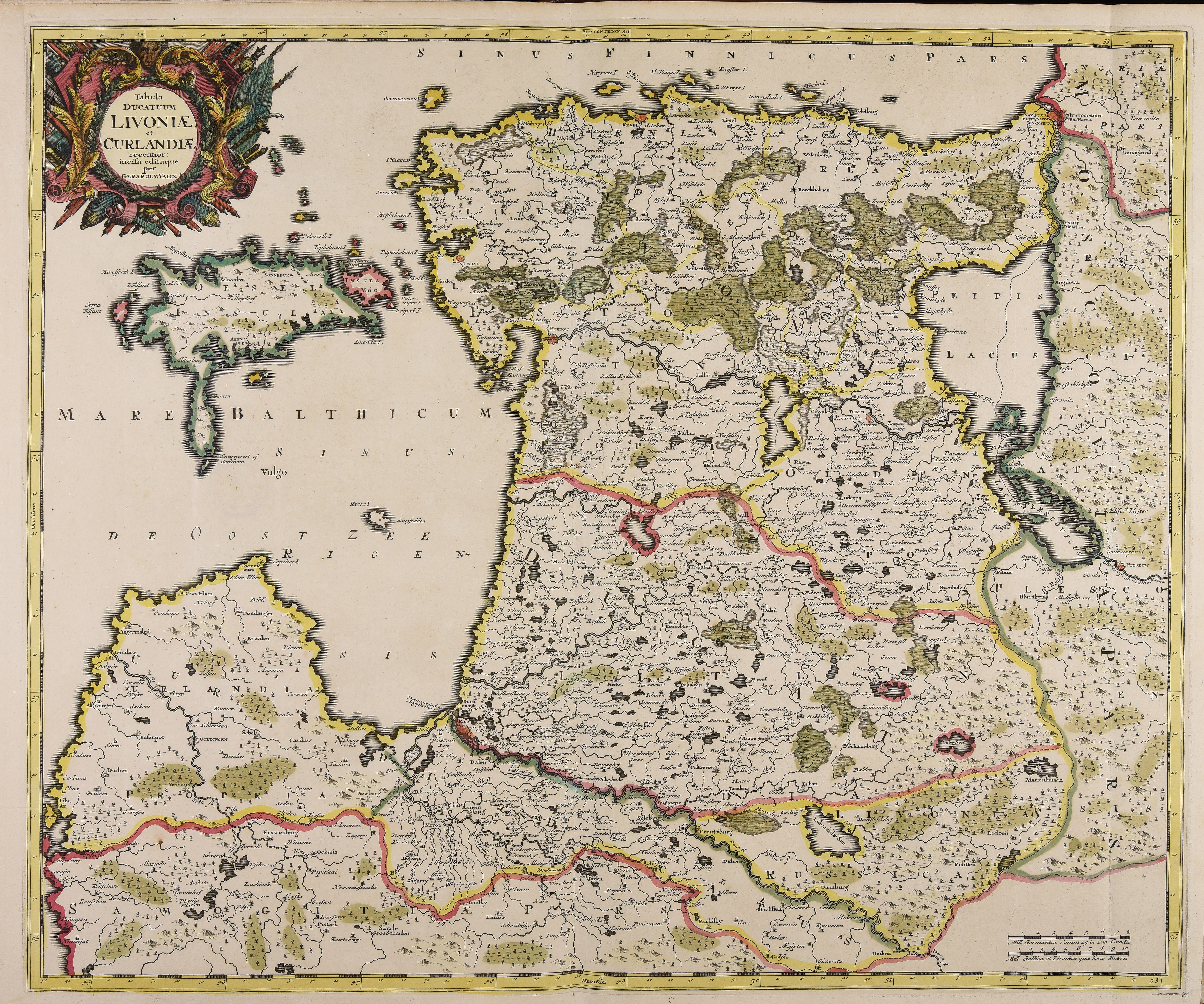
Mappa realizzata da Gerard Valck nel 1702 circa della Livonia e della Curlandia
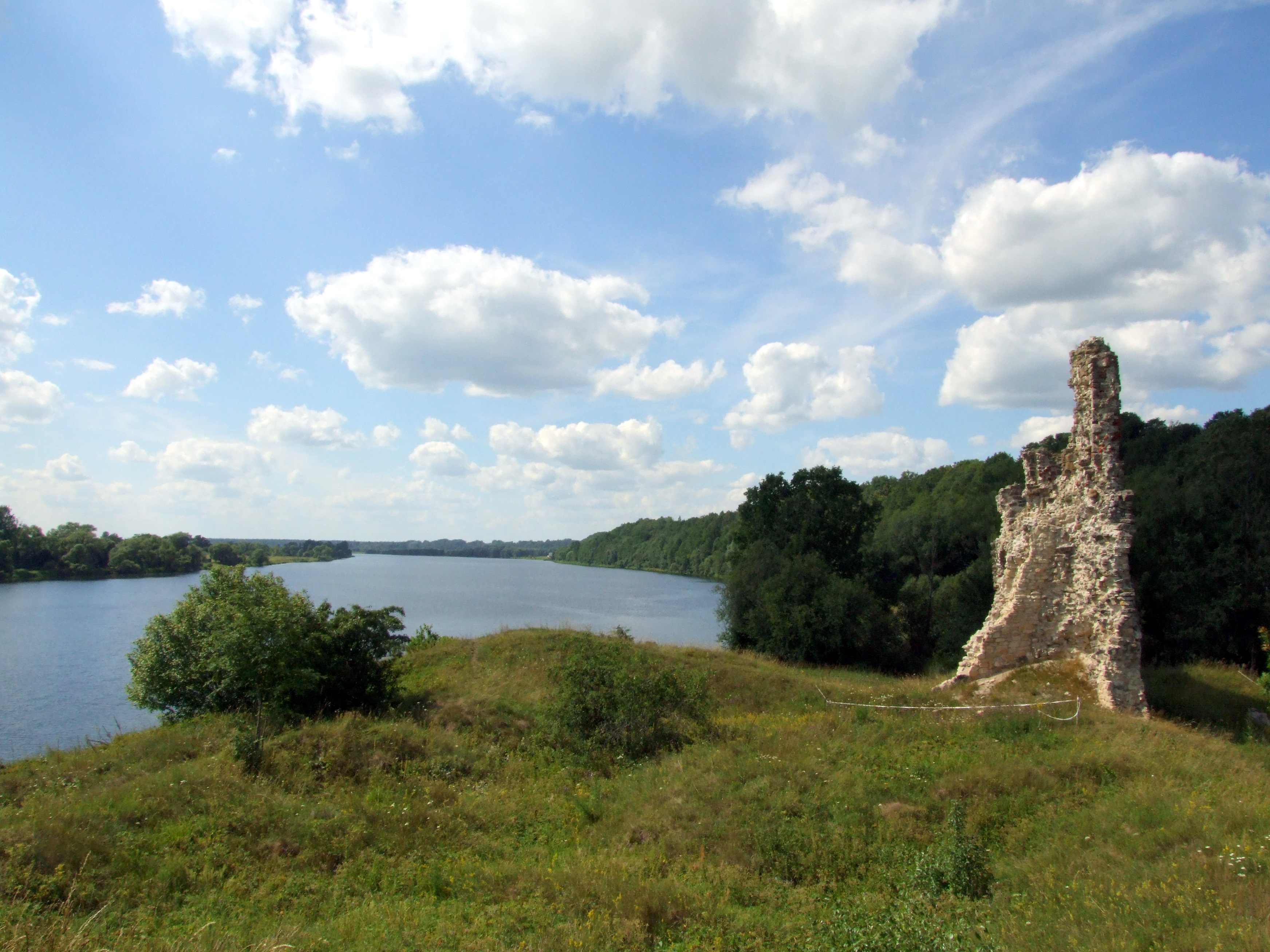
Rovine del castello presso Aizkraukle, sul fiume Daugava, il principale della regione
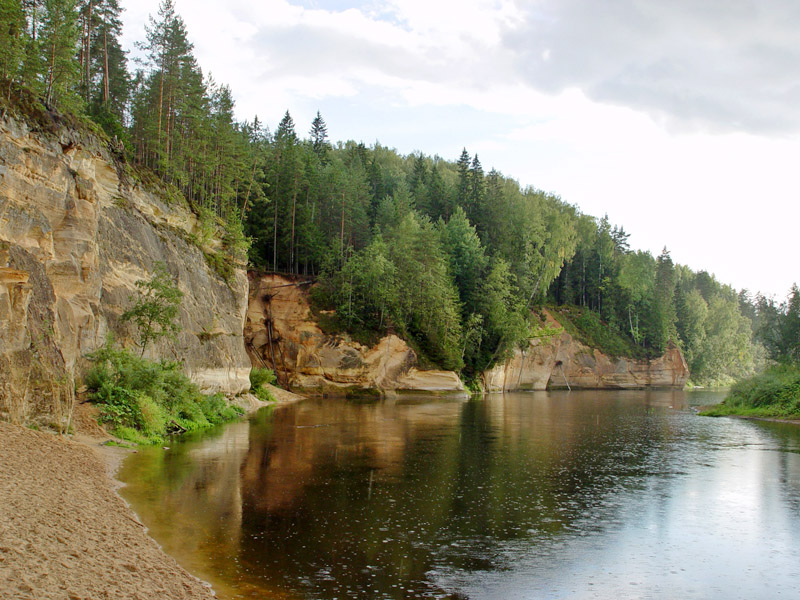
Il Parco nazionale del Gauja, uno dei principali nella regione
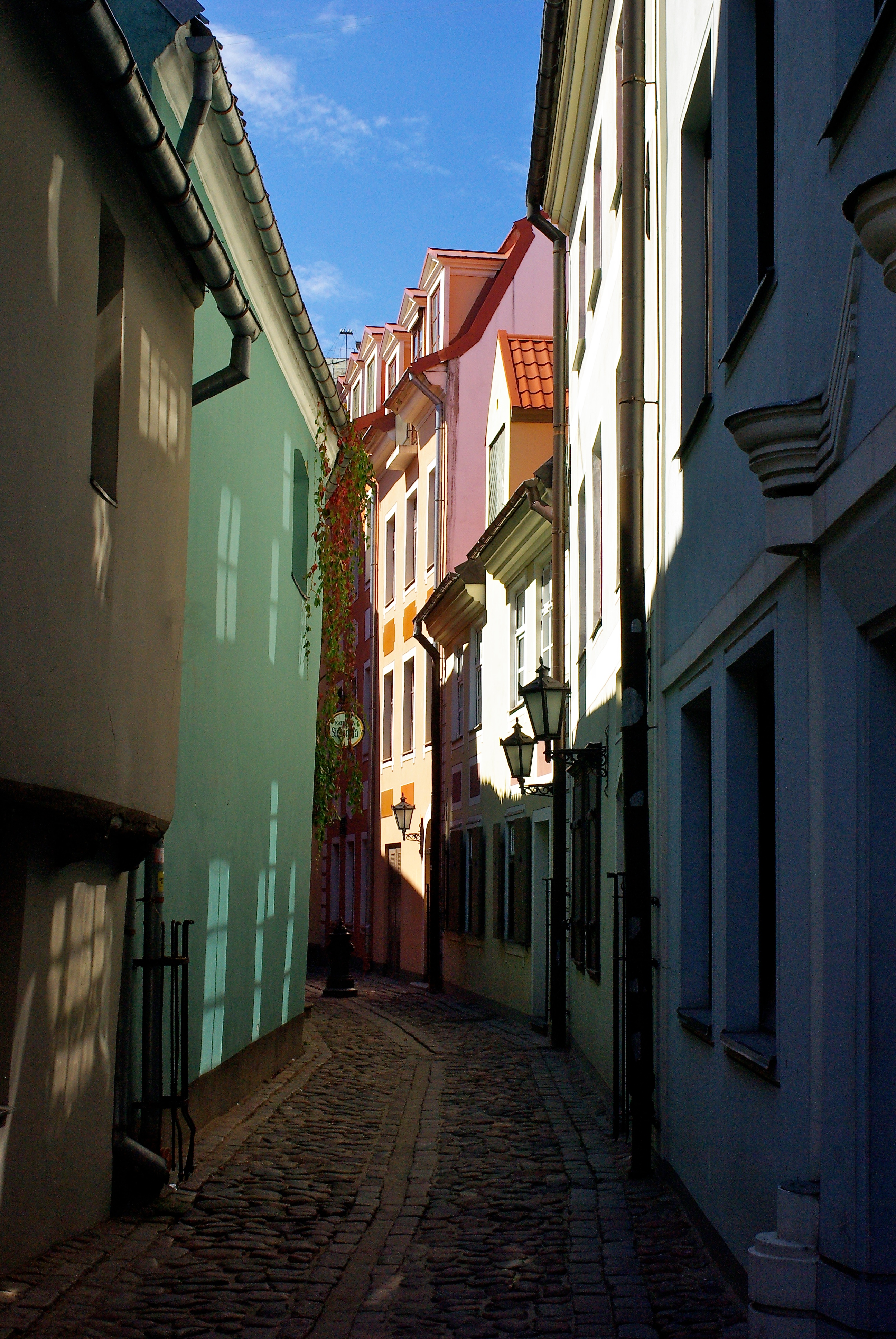
Strada cittadina presso Riga: da quando Albrecht von Buxthoeven vi si stabilì, l’insediamento ha sempre avuto un ruolo precipuo, tanto da essere l’attuale capitale della Lettonia
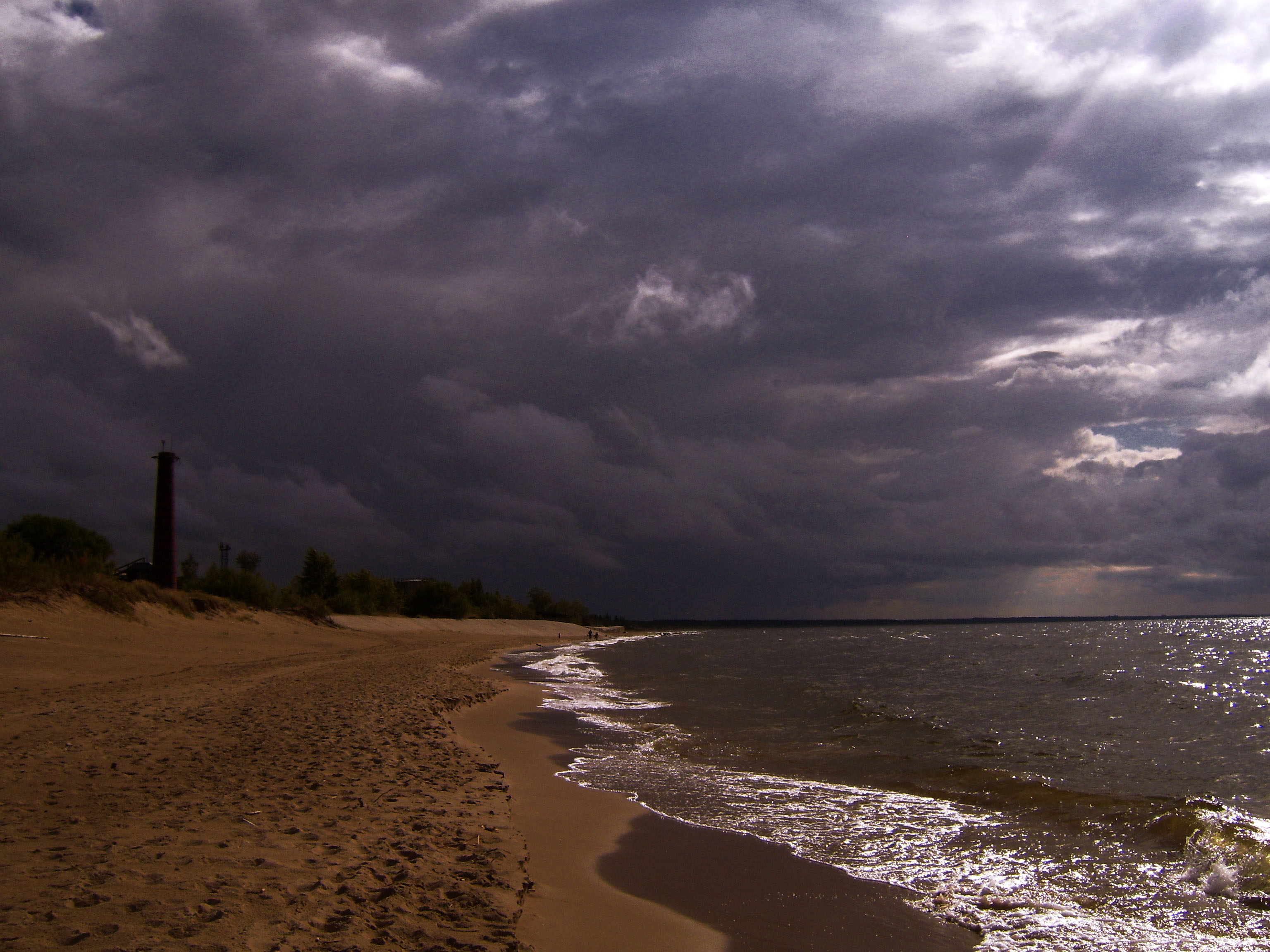
Veduta del Mar Baltico presso il golfo di Riga